# Eve Babitz
Eve Babitz (ur. 13 maja 1943 w Los Angeles, zm. 17 grudnia 2021 tamże) – amerykańska pisarka i dziennikarka, jedna z pierwszych it-girls.

## Życiorys
Urodziła się 13 maja 1943 r. w Los Angeles, jako córka Sola i Mae Babitz, pierwszego skrzypka 20th Century Fox Orchestra i Filharmonii Los Angeles oraz rysowniczki (jej matka miała pochodzenie francuskie), którzy prowadzili w swoim domu artystyczny salon – przyjaciółmi domu byli m.in. Charlie Chaplin, Greta Garbo i Pablo Picasso. Jej chrzestnym był Igor Strawiński, on też wybrał jej imię. Jako nastolatka postanowiła, że jej życie nie będzie nudne. Od czternastego roku życia zaczęła pisać pamiętnik pt. I Wouldn’t Raise My Kids in Hollywood.
Jako osiemnastolatka napisała powieść Travel Broadens, którą próbowała zainteresować Josepha Hellera, pisząc mu w liście przekazującym powieść o swoim atrakcyjnym wyglądzie. Heller przekazał ją swojemu wydawcy, jednak ostatecznie nie została ona wydana. Po maturze (1961 r.) podjęła studia na Los Angeles City College, jednak porzuciła je po półtora roku, po czym na blisko rok wyjechała do Europy. Po powrocie do USA zamieszkała w 1963 r. na rok w Nowym Jorku, gdzie podjęła pracę sekretarki, a także zaczęła pisać dla magazynu „Rolling Stone”. Później współpracowała też z „Vogue” i „Esquire”. W Nowym Jorku poznała też zespół The Beatles, a ich agent przedstawił im ją jako najlepszą dziewczynę w USA. Jednocześnie próbowała znaleźć sobie miejsce w środowisku artystycznym miasta, kolejny raz pisząc powieść. Po namowie fotografika Juliana Wassera w 1963 r. wzięła udział w jego sesji fotograficznej, w której grała w szachy z Marcelem Duchampem, będąc nagą.
Następne lata spędziła ponownie w Los Angeles. W latach 1960. była wraz z Earlem McGrathem jedną z najpopularniejszych osób w środowisku Hollywood, mając przemożny wpływ na jego życie. Babitz wypromowała wówczas klub Troubadour i restaurację Ports, czyniąc je najbardziej obleganymi i pożądanymi lokalami w mieście – bywali w nich m.in. Tom Waits, Francis Ford Coppola, Robert Redford i Warren Beatty. Była wówczas uznawana za jedną z pierwszych it-girls, które wyznaczają trendy, bywają i nadają ton. Jej kochankami byli m.in. Jim Morrison (była tytułową L.A. Woman z piosenki The Doors), Ed Ruscha, Steve Martin i Harrison Ford, a Earl McGrath powiedział o niej, że w życiu każdego mężczyzny w Hollywood od zawsze była jakaś Eve Babitz. Najczęściej zresztą to była Eve Babitz. Zaprojektowała również okładki albumów dla The Byrds, Buffalo Springfield i Lindy Ronstadt.
W 1971 r. wydała swoją autobiografię, a w następnych latach kolejne pozycje (łącznie była autorką ośmiu książek: powieści, opowiadań i non-fiction). Jej pisarstwo powieściowe ma silny rys autobiograficzny, dokumentując życie Los Angeles i środowiska Hollywood epoki lat 1960. i 1970., z licznymi odniesieniami do Marcela Prousta, Virginii Woolf, and Henry′ego Jamesa. Nazywano ją Joan Didion Zachodniego Wybrzeża. Porzuciła pisanie w 1997 r. po wypadku, w którym doznała poparzeń trzeciego stopnia od popiołu z cygara. Od tego czasu przestała również pokazywać się publicznie, jednak od 2012 r. publikowała okazjonalnie w „Vanity Fair”, a dwa lata później zaczęto wznawiać jej książki.

## Wybrane publikacje
- Eve’s Hollywood (1974)[9]
- Slow Days, Fast Company: The World, the Flesh and L.A. (1977)[9]
- Sex and Rage (1979)[9]
- L.A. Woman (1982)[9]
- Black Swans (1993) – zbiór opowiadań[9]
- Two by Two (1999)[10]